# Hawinella lava
Hawinella lava är en urinsektsart som beskrevs av Bellinger och Christiansen 1974. Hawinella lava ingår i släktet Hawinella och familjen brokhoppstjärtar. Inga underarter finns listade i Catalogue of Life.